# Außerordentliche Wahl zum Senat der Vereinigten Staaten in Georgia 2020/2021
Die außerordentliche Wahl des Senatssitzes der Klasse III im US-Bundesstaat Georgia fand am 3. November 2020 statt und musste in einer Stichwahl am 5. Januar 2021 entschieden werden.
Raphael Warnock gewann die Wahl und wird damit einer von zwei Senatoren im Senat der Vereinigten Staaten für Georgia. Seine Angelobung fand am 20. Januar statt.
Warnocks Sieg ist der erste eines Afroamerikaners bei einer Wahl auf Bundesebene in Georgia. Warnock wird damit auch der erste Afroamerikaner im US-Senat für Georgia sowie der erste afroamerikanische Senator der Demokraten aus den Südstaaten der USA. Es ist zudem der erste Sieg für die Demokraten bei einer US-Senatswahl in Georgia seit dem Jahr 2000.

## Hintergrund
Georgias Senatssitz der Klasse III wurde bei der Wahl des US-Senats 2016 von Johnny Isakson gewonnen und den er bis zum Jahr 2023 besetzen sollte. Dieses Mandat gab er aber zum 31. Dezember 2019 auf, weswegen eine Nachbesetzung notwendig wurde.
Der republikanische Gouverneur Georgias, Brian Kemp, ernannte nach dem Rücktritt Isaksons bis zur außerordentlichen Wahl eines Nachfolgers die Republikanerin Kelly Loeffler zur Nachfolgerin im US-Senat. Loeffler wurde am 6. Januar 2020 vereidigt.
Vorwahlen der jeweiligen Parteien fanden nicht statt. Stattdessen stellten sich alle Kandidaten, gleich welcher Parteizugehörigkeit, zur Wahl.

## Ergebnis
Bei der Sonderwahl („special election“) am 3. November 2020 entfielen 25,9 % auf die republikanische Amtsinhaberin Kelly Loeffler, 32,9 % auf den demokratischen Herausforderer Raphael Warnock und 20 % auf den republikanischen Herausforderer Doug Collins. Da keiner der angetretenen Kandidaten die absolute Mehrheit erreichen konnte, muss eine Stichwahl der beiden bestgereihten durchgeführt werden.

## Stichwahl
Die notwendige Stichwahl wurde am 5. Januar 2021 durchgeführt.

### Umfragen
Laut FiveThirtyEight lag der Demokrat Warnock in den letzten Umfragen vor der Stichwahl im Schnitt um 2,1 % vor der Amtsinhaberin Loeffler.

### Briefwahl und Frühzeitige Stimmabgabe („Early Voting“)
Laut Angaben des United States Elections Projects der University of Florida hatten bis zum 4. Januar knapp 3,09 Million registrierte Wahlberechtigte gewählt. Dies sind – rein zahlenmäßig – 40 % der registrierten Wähler in Georgia.
Bis Freitag, 8. Januar, konnten laut Wahlgesetz noch Briefwahlstimmen von wahlberechtigten Bürgern und Militärpersonal aus Übersee eintreffen und gezählt werden. Dies galt auch für Briefwahlstimmen aus dem Inland, wenn diese einen Poststempel bis einschließlich des Wahltags aufwiesen. 
Bei der ursprünglichen Wahl im November wurden insgesamt circa 5 Millionen Stimmen abgegeben (inkl. Wahltagswähler).

### Ergebnis der Stichwahl
Die Wahllokale schlossen um 19 Uhr Ortszeit (1 Uhr MEZ).
Nach Abschluss der Stimmauszählung und Zertifizierung aller Bezirks-Ergebnisse am 15. Januar lag der Demokrat Warnock mit 51,04 % der Stimmen vor der Amtsinhaberin Loeffler mit 48,96 % der Stimmen. Renommierte Medienhäuser wie Decision Desk HQ, Associated Press, The New York Times und NBC News erklärten Warnock daraufhin zum Wahlsieger.
Die Wahlbeteiligung lag bei mehr als 4,48 Millionen abgegebenen Stimmen der ca. 7,23 Millionen aktiv registrierten Wahlberechtigten in Georgia. Das entspricht einer Wahlbeteiligung von etwa 62 %.

## Bundespolitische Bedeutung der Wahl
Der Ausgang der außerordentlichen Wahl entschied zusammen mit der zeitgleich um den anderen Senatssitz der Klasse II durchgeführten Stichwahl in Georgia zwischen dem Republikaner David Perdue und dem Demokraten Jon Ossoff über die Mehrheit im US-Senat.
Vor den beiden Stichwahlen hatten die Demokraten 46 Stimmen im Senat, plus 2 unabhängige, die Republikaner 50. 
Durch die Wahl der beiden demokratischen Kandidaten kann es im Senat bei umstrittenen Entscheidungen vermehrt zu Stimmengleichheit kommen, sodass die gewählte demokratische Vizepräsidentin Kamala Harris als Präsidentin des Senats ab dem 20. Januar 2021 mit ihrer Stimme den Ausschlag gibt. So kann die Regierung unter Präsident Joe Biden deutlich einfacher regieren, da mit dem Senat und dem Repräsentantenhaus beide Kammern des Kongresses von der Demokratischen Partei dominiert werden. Mit 50 Stimmen kann die Biden-Regierung zumindest Bundesrichter und Kabinettsmitglieder nominieren sowie den Haushalt verabschieden. Für sonstige Vorhaben ist allerdings eine Mehrheit von 60 Stimmen erforderlich.